# Patrick Nyarko
Patrick Nyarko est un footballeur ghanéen né le 15 janvier 1986 à Kumasi. Il joue au poste d'attaquant.

## Biographie
Il est appelé en urgence en sélection nationale du Ghana à la veille du match amical face la sélection du Chili à Philadelphie le 29 février 2012. Il ne figure finalement pas sur la feuille de match.

## Palmarès
Vierge